# الهنتناواتا
الهنتناواتا (به لاتین: Alhentennawatta) یک منطقهٔ مسکونی در سری‌لانکا است که در استان مرکزی (سری‌لانکا) واقع شده‌است.